# إيلي كوهن
إيلي كوهن (بالعبرية: אלי כהן‏) (3 يناير 1951 بإسرائيل - ) هو مدرب كرة قدم ولاعب كرة قدم إسرائيلي في مركز الدفاع. لعب مع Shimshon Tel Aviv F.C. ‏ وMaccabi Ramat Amidar F.C. ‏.

## وصلات خارجية
- إيلي كوهن على موقع قاعدة بيانات كرة القدم.إي يو (الإنجليزية)